# Baños de Montemayor
Baños de Montemayor – gmina w Hiszpanii, w prowincji Cáceres, w Estramadurze, o powierzchni 21,98 km². W 2011 roku gmina liczyła 766 mieszkańców.